# I Médici Concert
I Médici Concert es un grupo humorístico-musical argentino creado en 1974 y radicado en La Plata, Argentina.
Sus miembros originales fueron Rubén Gallo y Marcelo Allegro, pero con el tiempo se le unirían más artistas como Néstor Robles y Mario Castiglione, entre otros.
El grupo gozó de cierta popularidad entre el público argentino durante de las décadas de los 70's y 80's y colaboró en varias películas de corte cómico con personalidades reconocidas de la comedia en esa época, tales como Jorge Porcel y Alberto Olmedo.
Por sus shows e interpretaciones en cine y televisión a lo largo de su trayectoria han recibido distintos reconocimientos y premios.
En 2000 fallece Mario Castiglione y en 2011 Néstor Robles, dos de los miembros originales del grupo.

## Filmografía
- Los fierecillos indomables (1982)
- Los fierecillos se divierten (1983)
- Los reyes del sablazo (1984)

## Premios y Reconocimientos
- En 1985 con su espectáculo “Ya no somos lo que éramos” obtiene el premio Estrella de Mar al Mejor Espectáculo de Humor en Mar del Plata.
- En 1990/91/92, con “Hasta que la suerte nos separe”, los premios Estelares de Mar y Neptuno del Arte al Mejor Espectáculo de Humor de la Costa Atlántica.[1]